# Josef Beran (kněz)
Josef Vít Beran (17. února 1841, Nová Paka – 31. ledna 1907, Dvůr Králové) byl český kněz, učitel, spisovatel, publicista a překladatel z němčiny.  Ředitel ústavu hluchoněmých v Hradci Králové. Redaktor Nové knihovny mládeže. 

## Pedagogická činnost
Významná humánní činnost Beranova tkví na vychovávacím poli hluchoněmých, v kterémžto oboru napsal četné stati a vydal obrázkovou První čítanku pro hluchoněmé (1886). I jinak byl literárně činným. Roku 1872 vydal v Praze Paměti města Nové Paky, Stručnou českou mluvnici (1873). Založil Novou knihovnu mládeže, přispíval do Ottovy Laciné bibliothéky pro mládež, do Světozoru, Osvěty, Riegerova Naučného slovníku aj. Beran vydal též u Stýbla dvě modlitební knihy pro mládež Vroucí vzdechy a Seraf.

## Dílo
- Seraf (B. Stýblo 1870)
- Paměti města Nové Paky (J. V. Beran1872)
- Pes a jeho hlavní odrůdy (F. A. Urbánek 1873)
- Stručná česká mluvnice (F. A. Urbánek 1873)
- Nejzajímavější báje a pověsti starověké (J. Otto 1876)
- Biblické starožitnosti (F. A. Urbánek 1879)
- Cesta do žaláře (F. A. Urbánek 1879)
- Obrázky z přírody (F. A. Urbánek 1884)
- První čítanka pro žáky hluchoněmé (J. V. Beran 1886)